# Kaitianita
La kaitianita és un mineral de la classe dels òxids. El nom porta dues paraules xineses "Kai Tian", que significa crear el cel, a partir de la història de "Pan Gu Kai Tian" de l'antiga mitologia xinesa.

## Característiques
La kaitianita és un òxid de fórmula química Ti3+₂Ti4+O₅. Va ser aprovada com a espècie vàlida per l'Associació Mineralògica Internacional l'any 2018, sent publicada per primera vegada el 2020. Cristal·litza en el sistema monoclínic.
L'exemplar que va servir per a determinar l'espècie, el que es coneix com a material tipus, es troba conservat a les col·leccions mineralògiques del Museu Nacional d'Història Natural, l'Smithsonian, situat a Washington DC (Estats Units), amb el número de registre: 3510-5.

## Formació i jaciments
Es tracta d'un probable producte de l’oxidació de la tistarita, juntament amb el rútil, a temperatures <1200 K (~ 927 oC), però en un entorn molt reductor, encara més reductor que el gas de la nebulosa solar circumdant. Va ser descoberta al meteorit Allende, recollit a Pueblito de Allende (Chihuahua, Mèxic). La primera troballa de kaitianita «terrestre» va ser publicada l'any 2023 arrel d'una investigació nanomineralògica d'inclusions foses en xenòlits de corindó de la zona del Mont Carmel, a Israel.